# 庆冰
庆冰（1935年—2005年2月9日），原名「范文明」（Phạm Văn Minh），是越南音乐家，电子吉他表演艺术家。
1935年出生在头顿胜三村。艺名庆冰是两个女同学的名字。庆冰受到音乐家武德秋的指导和扶持，以弹曼陀林起步音乐事业，进入西贡电台当乐公（1954年）。后来他在艺术家陈文石的岑江团和法亚电台弹琴。庆冰被认为是1960年代首位在舞台上表演电子吉他的越南人。除了表演外，他还创作了许多歌曲，代表作：《Vọng ngày xanh 》，《Có nhớ đêm nào 》，《Tiếng mưa rơi 》，《Nếu một ngày 》，《Đôi ngả chia ly 》，《Nếu có nhớ đến 》。大约在1991年—1996年失明期间，庆冰创作了100余首歌曲，其中有一些比较流行的歌曲，如《Trên nhịp cầu tre 》，《Chờ người 》，《Chiều đồng quê 》，带有南方风格。2005年2月9日，去世。